# Amadeo Ottati
Amadeo Vicente Nicolás Ottati Folle (Montevideo, Uruguay, 12 de noviembre de 1942) es un abogado, jurista, periodista y político uruguayo, quien se desempeñó como subsecretario (viceministro) del Ministerio de Turismo entre 1990 y 1993. Ha sido asimismo un destacado especialista y abogado en materia de Derecho Penal, así como un conocido comentarista deportivo (futbolístico) en diversos medios de prensa, especialmente radial.

## Primeros años
Nació en Montevideo el 12 de noviembre de 1942.
Cursó estudios en la Facultad de Derecho de la Universidad de la República, hasta obtener el título de abogado, prestando juramento como tal en marzo de 1971.

## Primeros cargos públicos
En 1971 ingresó a cumplir funciones en el Consejo Nacional de Subsistencias como abogado sumariante, siendo luego asesor letrado de la Dirección Nacional de Vivienda, en ambos casos a instancias de su colega Jorge da Silveira, quien dirigía dichos organismos.
Trabajó también brevemente en la Oficina de Planeamiento y Presupuesto, y en 1974 pasó a ser asesor letrado del recién creado Ministerio de Vivienda y Promoción Social. Posteriormente fue asesor letrado jefe del Ministerio de Justicia, también desde su creación en 1976.
Afiliado al Partido Colorado y dentro de él a la Unión Colorada y Batllista, a partir de 1988 se desempeñó como director general del Departamento de Hoteles, Casinos y Turismo de la Intendencia de Montevideo durante la gestión del último Intendente colorado del período, Julio Iglesias Álvarez.

## Subsecretario de Turismo
En marzo de 1990, el nuevo presidente Luis Alberto Lacalle y su ministro de Turismo José Villar Gómez -quien ya ocupaba el cargo durante la administración saliente de Julio María Sanguinetti y fue ratificado en el mismo- designaron a Ottati como subsecretario (viceministro) de dicha cartera,sucediendo a Juan Tafernaberry. 
Ocupó el cargo durante tres años exactos, hasta su renuncia a principios de marzo de 1993, a causa de importantes diferencias personales y políticas con la gestión del ministro Villar, que posteriormente hizo públicas.
Fue reemplazado por Jorge Azar Gómez.

## Actividad jurídica y docente
Especialista en Derecho Penal, a partir de 1977 fue docente de dicha materia en la Facultad de Derecho de la Universidad de la República,y posteriormente en la Universidad Católica del Uruguay, de la que llegó a ser catedráticoy que en 2016 lo distinguió con el título de Profesor Emérito.
Es autor de diversas obras jurídicas sobre los temas de su especialidad.
Ejerció activamente su profesión en forma liberal en materia penal durante varias décadas. Entre otros casos de alto perfil público, fue abogado defensor del exministro de Economía y Finanzas Fernando Lorenzo,de los militares uruguayos extraditados a Chile por el homicidio de Eugenio Berríosy del padre del futbolista Edinson Cavani.
Integró en 1980 una comisión en materia de cooperación judicial con Argentinay en 1996 una comisión para el análisis del anteproyecto de Código de la Niñez y Adolescencia.
En 1998 también fue nombrado integrante de un grupo de trabajo para analizar la ratificación por Uruguay del Estatuto de Roma.

## Periodismo deportivo
Comenzó su actividad como comentarista deportivo en 1965 en CX8 Radio Sarandí,de la mano de su amigo y entonces compañero de estudios Jorge da Silveira.Pasó en 1968 a CX 32 Radio Sur hasta 1970, y luego a CX 10 Radio Ariel hasta 1972.
A partir de 1973 pasó a CX22 Radio Universal,acompañando durante años al relator de fútbol Alberto Kesman.Posteriormente pasó a CX 16 Radio Carve junto a Carlos Muñozhasta fines de la década de 1990. 
En canal 5 condujo el programa de entrevistas Ídolos.
Tras un paréntesis de 17 años fuera de los medios, en 2014 regresó brevemente como panelista del programa televisivo Pasión. En 2019 retornó a la radio en el programa A fondo de Radio Carve junto a su amigo da Silveira.
A partir de 2018 también incursionó por primera vez en el periodismo escrito, con una columna en el semanario Búsqueda que se publicó hasta marzo de 2023.
Es miembro y ha sido directivo suplente de la Asociación de Historiadores e Investigadores del Fútbol Uruguayo (AHIFU)y ha integrado el Tribunal de Honor del Círculo de Periodistas Deportivos del Uruguay.

## Otras actividades
Integra y ha sido directivo del Club Rotary Montevideo.
En 2019 participó de la asamblea refundacional del Centro Pen Uruguay y formó parte de su primera directiva.

## Vida personal
Es hijo de Amadeo Ottati Mea -de profesión odontólogo- y de María Teresa Folle,quienes se casaran en 1937.
Contrajo matrimonio en 1971 con Carmen Raquel Alonso Jaumandreu,con quien tuvo tres hijos, María del Rosario, María Lucía y Juan Ignacio Ottati Alonso.